# Gottlob Frick
Gottlob Frick (Ölbronn, 28 luglio 1906 – Mühlacker, 18 agosto 1994) è stato un basso tedesco.
Cantante lirico dalle considerevoli risorse vocali ed espressive era apprezzato soprattutto per il suo ampio repertorio wagneriano, nonché per alcuni, significativi, ruoli mozartiani, così come per le opere di Carl Otto Nicolai e Albert Lortzing.

Cresciuto in una famiglia numerosa, era il più giovane di tredici fratelli; suo insegnante fu Fritz Windgassen, padre ed insegnante del tenore Wolfgang Windgassen, coevo di Frick.
Iniziò la carriera come corista: dal 1927 al 1934 è stato membro del coro dell'Opera di Stato di Stoccarda.

Il suo debutto come solista è avvenuto nel 1934, a Coburgo, interpretando Daland nel Der fliegende Holländer. Poi ha cantato a Friburgo nel 1936 e a Königsberg nel 1938. Qui venne notato dal direttore d'orchestra Karl Böhm il quale lo ingaggiò alla Sächsische Staatsoper di Dresda, la quale divenne la sua "casa madre" fino a tutto il decennio successivo. Nel 1950 si trasferì alla Deutsche Oper di Berlino e la sua carriera internazionale si aprì definitivamente ai più prestigiosi teatri d'Europa; tra questi segnaliamo almeno la Royal Opera House al Covent Garden di Londra, e il Festspielhaus di Bayreuth.
La sua voce da basso profondo, immediatamente riconoscibile, è stata descritta dal maestro Wilhelm Furtwängler come quella de "Il basso più nero in Germania" («Den schwärzesten Bass in Deutschland»).
In virtù delle sue caratteristiche vocali, i ruoli per i quali Gottlob Frick si è particolarmente distinto sono quelli canonici del basso profondo e del basso drammatico: Osmin, Sarastro, Kaspar, Rocco, Filippo II, e, soprattutto, i ruoli principali di basso nelle opere di Wagner, tra cui: Pogner, Daland, Hunding, Hagen e  Fasolt.

Stranamente, ha sempre evitato il ruolo del Barone Ochs, dal Rosenkavalier di Richard Strauss, che, per le sue caratteristiche musicali, sarebbe stata certamente una parte ideale per la tipologia vocale di Frick.
Egli ci ha lasciato una nutrita eredità discografica. Tra le sue più note registrazioni troviamo Osmin nel Die Entführung aus dem Serail (sotto la direzione di Sir Thomas Beecham), Sarastro nel Die Zauberflöte,  il Commendatore nel Don Giovanni, Rocco nel Fidelio (sotto la direzione di Otto Klemperer), l'Eremita nel Der Freischütz (sotto la direzione di Joseph Keilberth) e, infine, i wagneriani Hunding, Hagen e Gurnemanz, incisi col maestro Sir Georg Solti. 

Cantante longevo, sia anagraficamente che artisticamente, nel 1977 interpretò Pimen nel Boris Godunov, presso quell'Opera di Stato di Stoccarda che, 50 anni prima, lo aveva visto muovere i primi passi come corista: quello fu il suo addio al teatro. Frick ha continuato a cantare, limitando però le sue partecipazioni ad alcuni programmi musicali delle televisioni tedesche, austriache e svizzere. 

La sua ultima esibizione avvenne nel corso di una festa di compleanno privata, nel 1986, dove eseguì arie dal Die Zauberflöte, nonché canzoni di Robert Stolz.

È morto poco tempo dopo aver compiuto l'88º anno di età. È sepolto presso il suo paese natale, Ölbronn, nella regione del Baden-Württemberg.